# Иракская федерация футбола
Ира́кская федера́ция футбо́ла (араб. الاتحاد العراقي لكرة القدم‎) — организация, руководящая футболом в Ираке. Управляет сборной Ирака и Иракской Премьер-лигой. Создана в 1948 году. Является членом ФИФА с 1950 и членом Азиатской футбольной конфедерации с 1971 годов.

## Руководители
- 1984–2003 — Удей Хусейн